# Denison (Iowa)
Denison és una població dels Estats Units a l'estat d'Iowa. Segons el cens del 2000 tenia 7.339 habitants.

## Demografia
Segons el cens del 2000, Denison tenia 7.339 habitants, 2.674 habitatges, i 1.756 famílies. La densitat de població era de 457,8 habitants per km².
Dels 2.674 habitatges en un 31,7% hi vivien nens de menys de 18 anys, en un 51,9% hi vivien parelles casades, en un 9,1% dones solteres, i en un 34,3% no eren unitats familiars. En el 28,9% dels habitatges hi vivien persones soles el 15% de les quals corresponia a persones de 65 anys o més que vivien soles. El nombre mitjà de persones vivint en cada habitatge era de 2,53 i el nombre mitjà de persones que vivien en cada família era de 3,08.
Per edats la població es repartia de la següent manera: un 26% tenia menys de 18 anys, un 11,2% entre 18 i 24, un 26,3% entre 25 i 44, un 19,3% de 45 a 60 i un 17,2% 65 anys o més.
L'edat mediana era de 35 anys. Per cada 100 dones de 18 o més anys hi havia 92,3 homes.
La renda mediana per habitatge era de 33.187 $ i la renda mediana per família de 41.362 $. Els homes tenien una renda mediana de 30.145 $ mentre que les dones 20.538 $. La renda per capita de la població era de 15.391 $. Entorn del 6,1% de les famílies i el 12,1% de la població estaven per davall del llindar de pobresa.

## Poblacions més properes
El següent diagrama mostra les poblacions més properes.

## Personalitats
- Donna Reed. Actriu.